# ذرة شامية (جنس)
الذُرَة الصفراء أو الذُرَة الشاميّة (الاسم العلمي: Zea)، جنس نباتات عشبية مُزهرة من فصيلة النجيلية. أشهر أنواعه هو الذرة الشامية، وهي واحدة من أهم المحاصيل للمجتمعات البشرية في معظم أنحاء العالم. تُعرف العديد من أنواعه البرية عادة باسم تيوسنتيس (teosintes) وهي أصيلة في أمريكا الوسطى.